# 안수궁주
안수궁주(安壽宮主, 생몰년 미상)는 고려의 왕족이다. 숙종과 명의왕후의 셋째 딸이다. 안수공주(安壽公主), 순정공주(順貞公主)라고도 한다.

## 생애

### 가계
고려의 제15대 국왕 숙종과 명의왕후의 3녀로, 언제 태어났는지는 분명하지 않다. 성은 왕, 본관은 개성이다. 예종 등과는 친남매간이며, 순종과 선종 등의 친조카이다.
안수궁주의 모후 명의왕후는 문하시중을 지낸 정주 유씨 유홍의 딸이다. 당시 왕비들이 대개 인천 이씨 출신이던 때에 태조의 신혜왕후, 정덕왕후에 이어 오랜만에 탄생한 정주(지금의 경기도 개풍군) 출신의 왕비이다.

### 공주 시절
1105년(숙종 10년) 정식으로 공주에 책봉되었다. 이 해 음력 10월 2일 숙종이 죽고 예종이 즉위하였으며, 예종은 즉위하자마자 자신의 누이들에게 궁을 하사하였다. 이때 궁주는 안수궁(安壽宮)을 하사받았다. 한편 이후 궁주의 삶에 대해서는 남아있는 기록이 없어 알 수 없다. 호는 안수궁주(安壽宮主) 또는 안수공주(安壽公主)이다.

## 가족 관계
안수궁주는 문종과 인경현비의 소생인 조선공 왕도의 아들 왕원과 혼인하였다. 왕원은 안수궁주에게 이복 사촌이 되기 때문에, 이 둘의 혼인은 근친혼의 한 사례이다. 왕원은 숙종과 인종 등으로부터 여러 관직을 받았으며, 처음에 광평백에 봉해졌다가 인종 때 광평공으로 진봉되고 식읍 2,000호와 식실 500호를 받았다. 왕원은 1170년(의종 24년) 88세를 일기로 죽었다.
한편 광평공과 안수궁주는 아들 안평공 왕경을 낳았다. 왕경은 후에 평안백에 봉해졌다. 성격이 조용하고 학문을 좋아하였으며, 여러 기술과 서화 등 다방면에 재주를 가지고 있었다고 한다. 또 불교의 경전을 좋아하였다고도 기록되어 있다. 왕경은 이후 안평공으로 진봉되었으며, 1177년(명종 7년) 음력 4월 13일 61세를 일기로 사망했다. 왕경은 예종의 딸로 자신에게는 외사촌이 되는 흥경공주와 혼인하였다.
- 조부 : 고려 제11대 문종(文宗, 1019~1083, 재위:1046~1083)
- 조모 : 문종 제2비 인예왕후(仁睿王后, ?~1092)
  - 백부 : 고려 제12대 순종(順宗, 1047~1083, 재위:1083)
  - 백부 : 고려 제13대 선종(宣宗, 1049~1094, 재위:1083~1094)
    - 사촌 : 고려 제14대 헌종(獻宗, 1084~1097, 재위:1094~1095)

  - 아버지 : 고려 제15대 숙종(肅宗, 1054~1105, 재위:1095~1105)
- 외조부 : 유홍(柳洪, ?~1091)
  - 어머니 : 명의왕후(明懿王后, ?~1112)
    - 남매 : 고려 제16대 예종(睿宗, 1079~1122, 재위:1105~1122)
      - 조카 : 고려 제17대 인종(仁宗, 1109~1146, 재위:1122~1146)

    - 남매 : 상당후 왕필(上黨侯 王佖, ?~1099)
    - 남매 : 원명국사 징엄(圓明國師 澄儼, 1090~1141)
    - 남매 : 대방공 왕보(帶方公 王俌, ?~1128)
    - 남매 : 대원공 왕효(大原公 王侾, ? ~ 1170)
    - 남매 : 제안공 왕서(齊安公 王偦, ? ~ 1131)
    - 남매 : 통의후 왕교(通義侯 王僑, 1097~1119)
    - 언니 : 대령궁주(大寧宮主, ?~1114)
    - 언니 : 흥수궁주(興壽宮主, ?~1123)
    - 동생 : 복녕궁주(福寧宮主, 1096~1133)
- 시조모 : 문종 제3비 인경현비(仁敬賢妃, 생몰년 미상)
  - 시아버지 겸 이복 삼촌 : 조선공 왕도(朝鮮公 王燾, ?~1099)
    - 남편 : 광평공 왕원(廣平公 王源, 1083~1170)
      - 아들 : 안평공 왕경(安平公 王璥, 1117~1177)